# Nächte des Grauens (1966)

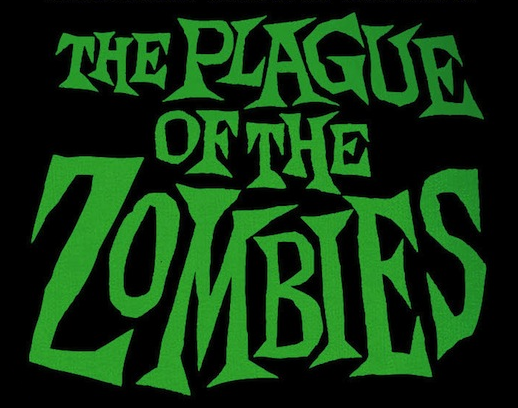
Schriftzug der englischen Fassung des Films Nächte des Grauens

Nächte des Grauens (Originaltitel: The Plague of the Zombies) ist ein britischer Horrorfilm von John Gilling aus dem Jahr 1966. Produziert wurde er von der Filmgesellschaft Hammer.

## Handlung
In einem Dorf in Cornwall grassiert eine mysteriöse Seuche, der immer mehr Bewohner zum Opfer fallen. Der Arzt des Ortes, Dr. Tompson, steht vor einem Rätsel und bittet seinen Freund und Kollegen James Forbes um Rat, der sich gemeinsam mit seiner Tochter Sylvia sogleich auf den Weg macht, Tompson zu unterstützen. Gemeinsam entschließen sie sich, die zuletzt verstorbenen Bürger zu exhumieren. Zu ihrer Überraschung müssen sie feststellen, dass die Särge leer sind. Ihre Nachforschungen führen sie zu einer verlassenen Mine, die auf dem Grundbesitz des Landjunkers Clive Hamilton liegt. Mit Entsetzen beobachten sie dort eine Reihe von Untoten. Auch finden sie heraus, dass Hamilton einige Zeit in Haiti gelebt hat und sich dort düstere Voodoo-Praktiken angeeignet haben soll.
In der Zwischenzeit stattet Clive Hamilton, der von den Untersuchungen der beiden Wind bekommen hat, Sylvia einen Besuch ab. Hamilton lässt ein Weinglas, das Sylvia ihm gereicht hat, vermeintlich unabsichtlich fallen, und durch ein weiteres Manöver gelingt es ihm, Sylvia beim gemeinsamen Auflesen der Scherben dazu zu bringen, sich zu schneiden. Im Geheimen nimmt er einen Tropfen Blut Sylvias in einer Phiole an sich und führt damit, nach Hause zurückgekehrt, ein Voodoo-Ritual durch, was Sylvia zu seiner willenlosen Marionette werden lässt. Hamilton steuert Sylvia in ein Waldstück in der Nähe der Mine, wo bereits eine große Anzahl Zombies wartet, um einer Zeremonie beizuwohnen, in der Sylvia eine von ihnen werden soll.
Während Tompson sich an die Fersen Sylvias heftet, dringt Forbes in das Landhaus Hamiltons ein und entdeckt zahlreiche kleine Voodoo-Puppen, mit denen Hamilton offensichtlich seine Zombies kontrolliert. Als er von einem Handlanger Hamiltons überrascht wird, kommt es zu einem Kampf, in dessen Folge ein Feuer ausbricht. Im letzten Moment kann Forbes seinen Gegner überwinden und sich vor den Flammen in Sicherheit bringen. Als auch die Puppen verbrennen, beginnen die Zombies Feuer zu fangen und rasend übereinander herzufallen. In dem entstandenen Chaos gelingt es Tompson und dem herbeigeeilten Forbes, Sylvia aus den Fängen Hamiltons zu befreien. In der Ferne hören sie Hamilton, wie er schreiend in den Flammen sein Ende findet.

## Hintergrund
Der Film wurde im Juli 1965 zeitgleich mit der Hammer-Produktion Das schwarze Reptil in den Bray Studios in Berkshire gedreht. Einige Kulissen wurden für beide Filme verwendet, auch ein Teil der Besetzung kam in beiden Filmen zum Einsatz, Regisseur Gilling führte jeweils Regie.
Nächte des Grauens lief am 9. Januar 1966 als Double Feature mit Hammers Blut für Dracula in den britischen Kinos an. Am 5. August desselben Jahres feierte er seine Deutschlandpremiere. Der Film erschien in Deutschland auch unter dem Titel Im Bann des Voodoo-Priesters.
Laut dem Buch The Hammer Story: The Authorised History of Hammer Films wurden wiederholt Bezüge zwischen Nächte des Grauens und dem zwei Jahre später erschienenen Genreklassiker Die Nacht der lebenden Toten hergestellt.

## Kritiken
„Gruselig-atmosphärischer Horror, der zu den besten der Hammerfilme zählt“, befand der All Movie Guide. „Nervenkitzelnder Horrorfilm […] – der Beginn einer ganzen Serie von ‚Zombie‘-Balladen“, schrieb das Lexikon des internationalen Films.